# Teach Children to Worship Satan
A Teach Children to Worship Satan a svéd Dark Funeral black metal együttes, 2000-ben megjelent feldolgozásalbuma. A kiadvány öt számából a nyitó An Apprentice of Satan saját dal volt, mely felkerült a következő stúdióalbumra - Diabolis Interium - is. A többi négy dal King Diamond, Slayer, Sodom, és Mayhem feldolgozás.

## Számlista
1. "An Apprentice of Satan" - 6:05
2. "The Trial" (King Diamond) - 5:26
3. "Dead Skin Mask" (Slayer) - 4:46
4. "Remember the Fallen" (Sodom) - 4:15
5. "Pagan Fears" (Mayhem) - 6:31

## Közreműködők
- Lord Ahriman - Gitár
- Emperor Magus Caligula - Basszusgitár/Ének
- Dominion - Gitár
- Gaahnfaust - Dob